# Đôi giày đỏ
Đôi giày đỏ (tiếng Anh: The Red Shoes) là bộ phim điện ảnh Anh, công chiếu năm 1948, do Michael Powell và Emeric Pressburger đạo diễn. Bộ phim được xem là đầu tiên đưa nghệ thuật múa ballet vào trong nghệ thuật điện ảnh. Phim trong danh sách 100 phim hay nhất điện ảnh Anh của BFI, xếp thứ 9.

## Diễn viên
- Moira Shearer as Vicky Page
- Marius Goring as Julian Craster
- Anton Walbrook as Boris Lermontov
- Léonide Massine as Grischa Ljubov
- Robert Helpmann as Ivan Boleslawsky
- Albert Bassermann as Sergei Ratov
- Ludmilla Tchérina as Irina Boronskaja
- Esmond Knight as Livingstone 'Livy' Montagne